# 哈撒韋芒廷派因斯 (加利福尼亞州)
哈撒韋芒廷派因斯（英語：Hathaways Mountain Pines，舊稱Hathaway's Mountain Pines）是位於美國加利福尼亞州卡拉韋拉斯縣的一個非建制地區。該地的面積和人口皆未知。

## 地理
哈薩韋芒廷派因斯的座標為38°11′41″N 120°22′06″W / 38.19472°N 120.36833°W，而該地的平均海拔高度為1051米（即3448英尺）。